# Parafango
Il parafango è una parte di un veicolo la cui funzione è quella di impedire che sabbia, fango, sassi, liquidi e altri spruzzi vengano lanciati in aria dallo pneumatico in fase di rotolamento, causando danni a persone e altri veicoli. Inoltre un'altra funzione più o meno sfruttata è quella aerodinamica, dove coprendo la ruota, dal mozzo in su, riduce la resistenza aerodinamica e in alcuni casi particolari anche altre funzioni, come convogliare l'aria al radiatore.

## Storia

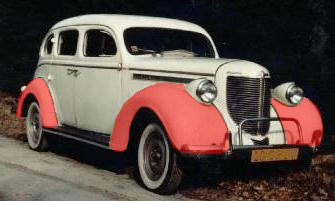
I parafanghi di una Chrysler Royal del 1938, evidenziati in rosa

Originariamente i parafango furono inventati per le carrozze trainate dai cavalli, che percorrevano strade sterrate e dunque erano soggette al problema sopracitato.
Questi parafango erano applicati sopra le ruote, e ricordavano delle ali di uccello. In seguito vennero installati sulle biciclette, sulle motociclette e sulle autovetture. Su queste ultime, originariamente i parafango erano esterni al corpo vettura, ed in seguito vennero incorporati nella carrozzeria.

## Normativa

### Unione europea
Nell'Unione Europea il sistema parafango è costituito dal punto di vista normativo da parafango, paraspruzzi e bordo laterale (passaruota).
Il componente paraspruzzi deve essere omologato ed è obbligatorio per tutti i veicoli di categoria N e O, ad esclusione dei veicoli N, O1 e O2 di massa massima ammissibile non superiore a 7,5 t, nonché per altre eccezioni specifiche. Si distinguono i tipi ad assorbimento di energia (A) o di tipo separatore aria/acqua (S).